# Prieuré Saint-Marcellin (Ornans)
Le prieuré Saint-Marcellin était un édifice religieux situé sur l'ancienne commune de Bonnevaux-le-Prieuré, désormais regroupée avec Ornans, dans le département du Doubs. Depuis 1862, le prieuré est désaffecté, l'église étant interdite au culte.

## Historique
En 1193, un titre désigne comme fondateur du prieuré Thierry II, archevêque de Besançon. L'église était placée sous le vocable de Saint-Marcellin.
Pendant la Révolution, l'église est vendue comme bien national puis elle est à nouveau en service au début du XIXe siècle mais le bâtiment se dégrade beaucoup et, en 1859, le cardinal Mathieu décide de construire une nouvelle église à Bonnevaux-le-Haut. Ce sera chose faite en 1862 après de nombreuses polémiques entre ceux du "Bas" et ceux du "Haut"; l'église du prieuré en ruines est alors interdite au culte (détails sur  affiche informative dans la galerie ci-dessous).
Le prieuré est recensé dans la base Mérimée à la suite du récolement de 1980 .

## Situation géographique
Le prieuré est situé dans la vallée de la Brême, en bordure du ruisseau, juste en amont du hameau de Bonnevaux-du-Bas.

## Description
L'église, de forme rectangulaire, mesurait 17 m de long et 6,5 m de large. Aujourd'hui, il ne reste debout que la tour-clocher mais l'emplacement de la nef est encore visible. Elle est précédée par un petit cimetière en forme d'éventail.
En 2007, la toiture du clocher puis les murs ont été restaurés grâce à l'association pour la restauration du clocher du prieuré (voir affiche informative dans la galerie ci-dessous).

## Galerie

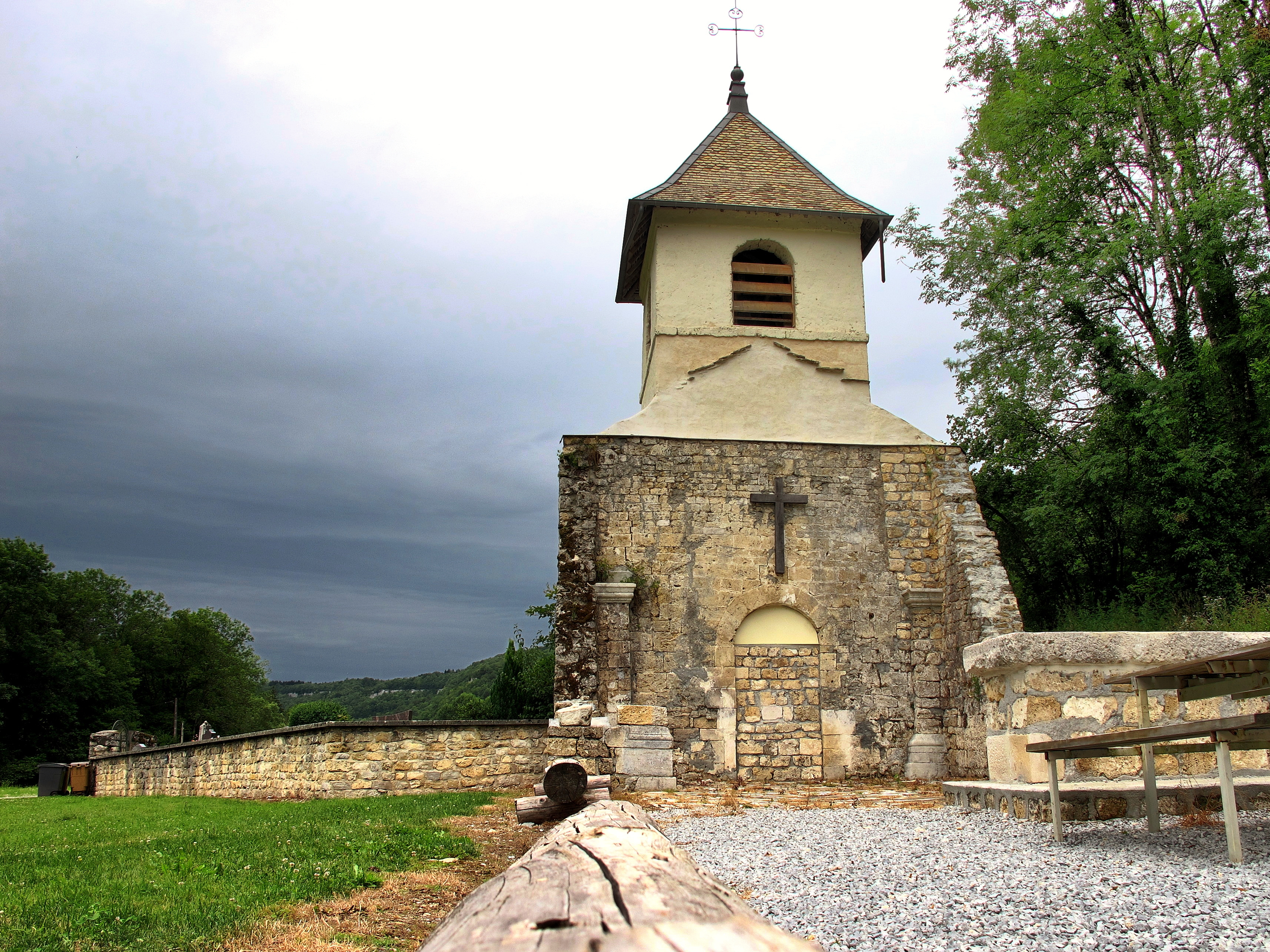
L'église du prieuré vue coté nef.
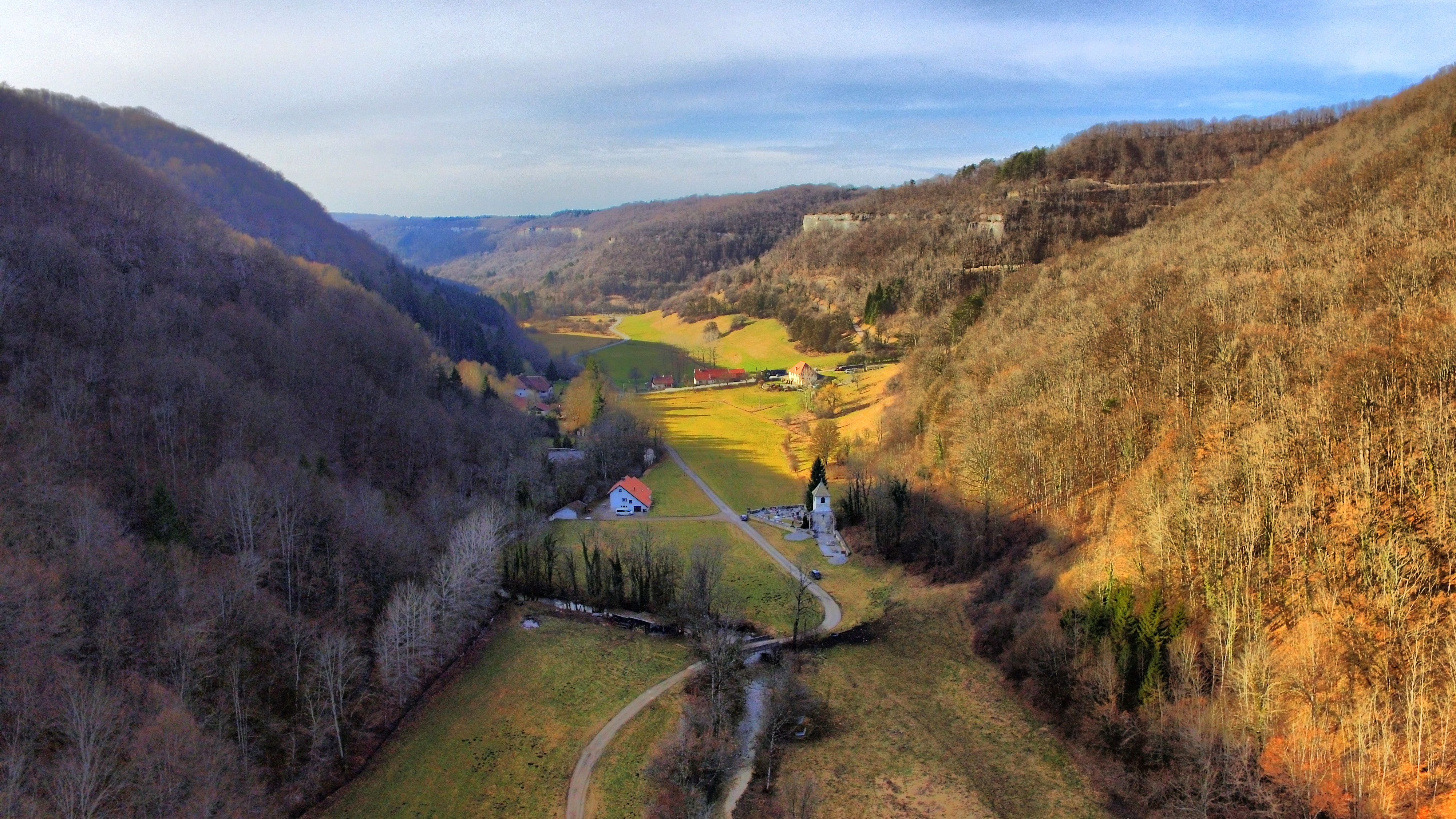
La vallée de la Brême avec le prieuré au premier plan.
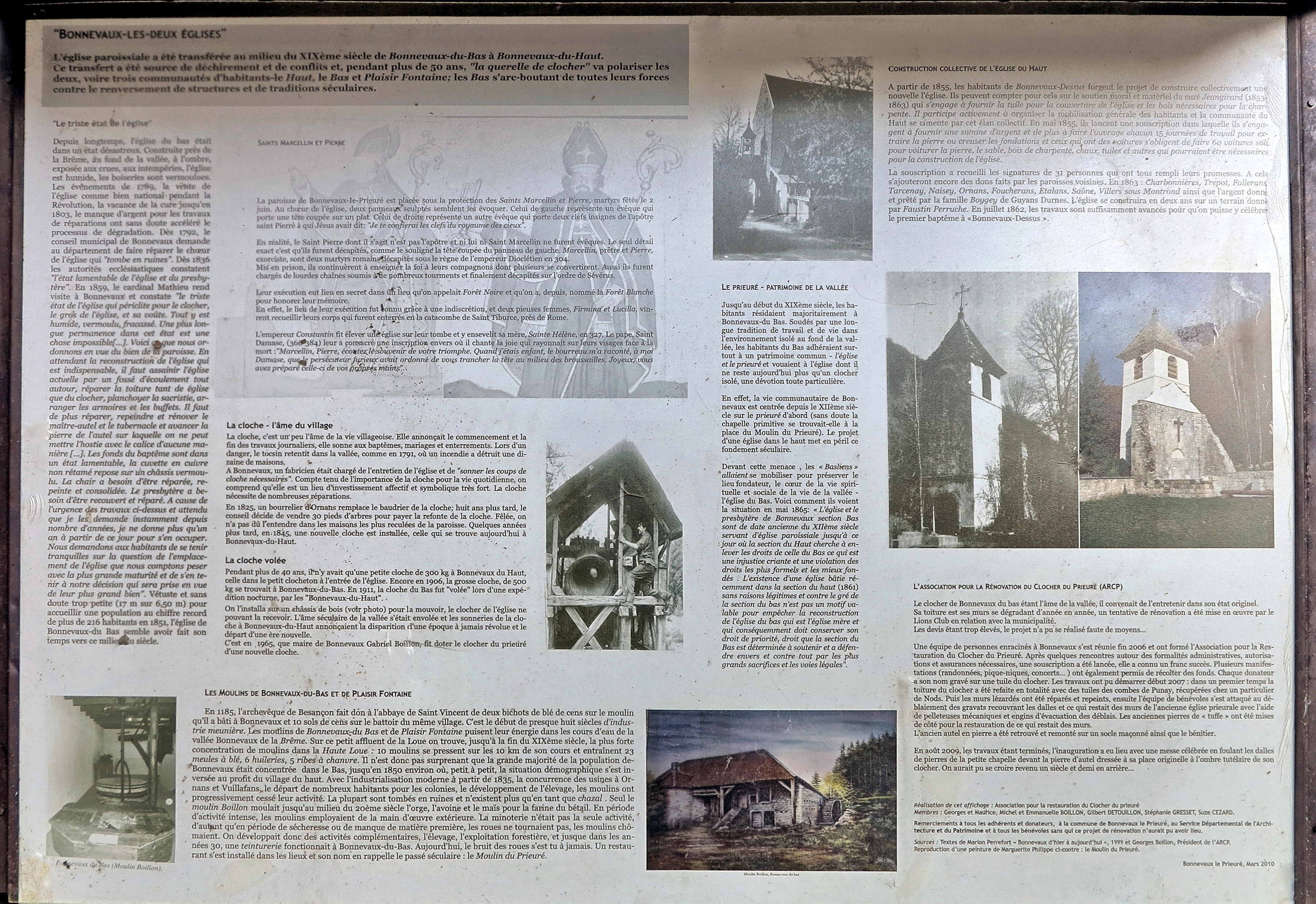
Affiche d'information sur l'ancien prieuré.